# 古鲁哈尔萨海
古鲁哈尔萨海（Guru Har Sahai），是印度旁遮普邦Firozpur县的一个城镇。总人口14348（2001年）。

## 人口
该地2001年总人口14348人，其中男性7567人，女性6781人；0—6岁人口1913人，其中男1050人，女863人；识字率60.85%，其中男性为64.56%，女性为56.72%。